# 飯島啓実
飯島 啓実（いいじま ひろみ、1985年9月15日 - ）は、テレビドラマや映画の音響効果、フォーリーアーティスト。
フォーリーにおける細かいサウンド設計を得意とし、繊細さを活かしたサウンドエディットに定評があり数多くの作品に参加。柔軟な対応を心がけ、温度のある効果音を提供する。
2024年1月より株式会社ニートネストへ移籍。

## 担当作品

### テレビドラマ

#### 2000年代

##### 連続ドラマ
- 救命病棟24時 第4シーズン（フジテレビ,2009年7月期,音響効果）

##### スペシャルドラマ
- 黒部の太陽（フジテレビ,2009年3月,音響効果）
- 木枯し紋次郎（フジテレビ,2009年5月,音響効果）

#### 2010年代

##### 連続ドラマ
- GOLD（フジテレビ,2010年7月期,音響効果）
- パンドラIII 革命前夜（WOWOW,2011年10月期,音響効果）
- ステップファザー・ステップ（TBSテレビ,2012年1月期,音響効果）
- 分身（WOWOW,2012年2月期,音響効果）
- クレオパトラな女たち（日本テレビ,2012年4月期,音響効果）
- てふてふ荘へようこそ（NHK BSプレミアム,2012年10月期,音響効果）
- 最高の離婚（フジテレビ,2013年1月期,音響効果）
- 女と男の熱帯（WOWOW,2013年1月期,音響効果）
- 鴨、京都へ行く。-老舗旅館の女将日記-（フジテレビ,2013年4月期,音響効果）
- 海の上の診療所（フジテレビ,2013年10月期,音響効果）
- 夜のせんせい（TBSテレビ,2014年1月期,音響効果）
- 極悪がんぼ（フジテレビ,2014年4月期,音響効果）
- セーラー服と宇宙人（エイリアン）〜地球に残った最後の11人〜（日本テレビ,2014年6月期,音響効果）
- デート〜恋とはどんなものかしら〜（フジテレビ,2015年1月期,音響効果）
- 天使のナイフ（WOWOW,2015年2月期,音響効果）
- 心がポキッとね（フジテレビ,2015年４月期,音響効果）
- ホテルコンシェルジュ（TBSテレビ,2015年7月期,音響効果）
- デザイナーベイビー～速水刑事、産休前の難事件～（NHK.2015年9月期,音響効果）
- OUR HOUSE（フジテレビ,2016年4月期,音響効果）
- 営業部長 吉良奈津子（フジテレビ,2016年7月期,音響効果）
- ふたがしら2（WOWOW,2016年9月期,音響効果）
- カインとアベル（フジテレビ,2016年10月期,音響効果）
- ごめん、愛してる（TBSテレビ,2017年7月期,音響効果）
- ザ・ブラックカンパニー（CS フジテレビTWO,2018年2月期,音響効果）
- 闇の伴奏者 編集長の条件（WOWOW,2018年3月期,音響効果）
- 婚外恋愛に似たもの（dTV,2018年6月期,音響効果）
- ダイアリー（NHK BSプレミアム,2018年9月期,音響効果）
- パンドラIV AI戦争（WOWOW,2018年11月期,音響効果）
- あなたには渡さない（テレビ朝日,2018年11月期,音響効果）
- パーフェクトクライム（テレビ朝日,2019年1月期,音響効果）
- ベビーシッター・ギン！（NHK BSプレミアム,2019年6月期,音響効果）
- ルパンの娘 シリーズ1（フジテレビ,2019年7月期,音響効果）

##### スペシャルドラマ
- 救命病棟24時 2010スペシャル（フジテレビ,2010年1月,音響効果）
- らんま1/2（日本テレビ,2011年12月,音響効果）
- ブラックボード〜時代と戦った教師たち〜 第2夜（TBSテレビ,2012年4月,音響効果）
- 女信長（フジテレビ,2013年4月,音響効果）
- 抱きしめたい！Forever（フジテレビ,2013年10月,音響効果）
- 最高の離婚Special 2014（フジテレビ,2014年2月,音響効果）
- パンドラ〜永遠の命〜（WOWOW,2014年4月,音響効果）
- 新ナニワ金融道（フジテレビ,2015年1月,音響効果）
- デート〜恋はどんなものかしら〜2015夏 秘湯（フジテレビ,2015年9月,音響効果）
- 大奥（フジテレビ,2016年1月,音響効果）
- 砂の器（フジテレビ,2019年3月,音響効果）
- 大奥 最終章（フジテレビ,2019年3月,音響効果）

#### 2020年代

##### 連続ドラマ
- ルパンの娘 シリーズ2（フジテレビ,2020年10月期,音響効果）
- お茶にごす。（Amazon Prime Video,テレビ東京,2021年3月/10月期,音響効果）
- 私の夫は冷凍庫に眠っている（テレビ東京,2021年4月期,音響効果）
- 群青領域（NHK,2021年10月期,音響効果）
- 新聞記者/The Journalist（Netflix,2022年1月期,音響効果）
- 鉄オタ道子、2万キロ（テレビ東京,2022年1月期,音響効果）
- おいハンサム!!（東海テレビ,2022年1月期,音響効果）
- 鵜頭川村事件（WOWOW,2022年8月期,音響効果）
- 闇金ウシジマくん外伝 闇金サイハラさん（MBS,TBSテレビ,2022年9月期,音響効果）
- やわ男とカタ子（テレビ東京,2023年7月期,音響効果）
- Naokiman HORROR SHOW「視線」「オンタキサン」「チルドレン」（DMM TV,2023年8月期,音響効果）
- おいハンサム!!2（東海テレビ,2024年4月期,音響効果）

##### スペシャルドラマ
- 桶狭間〜織田信長 覇王の誕生〜（フジテレビ,2021年3月,音響効果）
- テレビ報道記者〜ニュースをつないだ女たち〜（日本テレビ,2024年3月,フォーリーアーティスト）
- 鉄オタ道子、2万キロ〜秩父編〜（テレビ東京,C&Iエンタテインメント,2024年9月,音響効果）

### 映画
- MW（2009年,アディショナルフォーリーアーティスト）
- 恋極星（2009年,アシスタントサウンドエディター）
- 感染列島（2009年,アシスタントフォーリーアーティスト）
- 激情版 エリートヤンキー三郎 （2009年,アシスタントフォーリーアーティスト）
- 余命1ヶ月の花嫁（2009年,フォーリーエディター）
- 僕の初恋をキミに捧ぐ（2009年,フォーリーエディター）
- のだめカンタービレ 最終楽章 前編（2009年,フォーリーエディター）
- のだめカンタービレ 最終楽章 後編（2010年,フォーリーエディター）
- 屍病汚染 DEAD RISING（2010年,フォーリーエディター）
- ロック〜わんこの島〜（2011年,フォーリーエディター）
- パラダイス・キス（2011年,フォーリーエディター）
- TSY タイムスリップヤンキー（2011年,フォーリーエディター）
- DOG×POLICE 純白の絆（2011年,フォーリーエディター）
- さや侍（2011年,フォーリーアーティスト）
- Another（2012年,フォーリーエディター）
- テルマエ・ロマエ（2012年,フォーリーエディター）
- 俺はまだ本気出してないだけ（2013年,フォーリーエディター）
- 潔く柔く（2013年,フォーリーエディター）
- 黒執事（2014年,フォーリーアーティスト）
- 抱きしめたい -真実の物語-（2014年,フォーリーエディター）
- テルマエ・ロマエII（2014年,フォーリーアーティスト）
- がじまる食堂の恋（2014年,フォーリーアーティスト）
- るろうに剣心 京都大火編（2014年,フォーリーアーティスト）
- るろうに剣心 伝説の最期編（2014年,フォーリーアーティスト）
- 海すずめ（2016年,フォーリーアーティスト）
- サブイボマスク（2016年,フォーリーアーティスト）
- ミュージアム（2016年,フォーリーアーティスト）
- 森山中教習所（2016年,フォーリーアーティスト）
- 土竜の唄 香港狂騒曲（2016年,フォーリーアーティスト）
- 無限の住人（2017年,フォーリーアーティスト）
- 22年目の告白 -私が殺人犯です-（2017年,フォーリーアーティスト）
- 銀魂（2017年,サウンドエディター）
- ジョジョの奇妙な冒険 ダイヤモンドは砕けない 第一章（2017年,フォーリーアーティスト）
- 斉木楠雄のΨ難（2017年,サウンドエディター）
- あさひなぐ（2017年,フォーリーアーティスト）
- 未成年だけどコドモじゃない（2017年,フォーリーアーティスト）
- 写真甲子園 0.5秒の夏（2017年,フォーリーアーティスト）
- 今夜、ロマンス劇場で（2018年,フォーリーエディター）
- 50回目のファーストキス（2018年,サウンドエディター）
- ラプラスの魔女（2018年,フォーリーアーティスト）
- 食べる女（2018年,フォーリーエディター）
- パンク侍、斬られて候（2018年,フォーリーアーティスト）
- 銀魂2 掟は破るためこそにある（2018年,サウンドエディター）
- 青の帰り道（2018年,フォーリーアーティスト）
- 七つの会議（2019年,フォーリーアーティスト）
- デイアンドナイト（2019年,フォーリーアーティスト）
- 翔んで埼玉（2019年,フォーリーエディター）
- さよならくちびる（2019年,フォーリーエディター）
- 新聞記者（2019年,フォーリーアーティスト）
- ヒキタさん！ご懐妊ですよ（2019年,フォーリーアーティスト）
- コンプリシティ 優しい共犯（2020年,サウンド・フォーリーエディター）
- 初恋（2020年,フォーリーエディター）
- AI崩壊（2020年,フォーリーアーティスト）
- ヲタクに恋は難しい（2020年,サウンドエディター/フォーリーアーティスト）
- 宇宙でいちばんあかるい屋根（2020年,フォーリーエディター）
- 今日から俺は!!劇場版（2020年,サウンドエディター）
- 新解釈・三国志（2020年,サウンドエディター/フォーリーアーティスト）
- ヤクザと家族 The Family（2021年,フォーリーエディター）
- るろうに剣心 最終章 The Final（2021年,フォーリーエディター）
- るろうに剣心 最終章 The Beginning（2021年,フォーリーエディター）
- BLUE/ブルー（2021年,音響効果助手）
- 妖怪大戦争 ガーディアンズ（2021年,フォーリーエディター）
- 劇場版 ルパンの娘（2021年,サウンドエディター/フォーリーアーティスト）
- 竜とそばかすの姫（2021年,フォーリーアーティスト）
- 土竜の唄 FINAL（2021年,フォーリーエディター）
- 夏、ふたり（2021年,音響効果）
- 生きててよかった（2022年,サウンドエディター/フォーリーアーティスト）
- 余命10年（2022年,フォーリーエディター）
- わたしのお母さん（2022年,フォーリーアーティスト）
- ぼくらのよあけ（2022年,フォーリーアーティスト）
- ブラックナイトパレード（2022年,サウンドエディター/フォーリーアーティスト）
- なのに、千輝くんが甘すぎる。（2023年,フォーリーアーティスト）
- POLIS EVO 3（2023年,フォーリーアーティスト）
- 仕掛人・藤枝梅安（2023年,フォーリーアーティスト）
- 仕掛人・藤枝梅安2（2023年,フォーリーアーティスト）
- 春画先生（2023年,フォーリーアーティスト）
- 最後まで行く（2023年,フォーリーアーティスト）
- 赤ずきん、旅の途中で死体と出会う。（2023年,サウンドエディター/フォーリーアーティスト）
- 翔んで埼玉〜琵琶湖より愛をこめて〜（2023年,サウンドエディター/フォーリーアーティスト）
- 怪物の木こり（2023年,フォーリーアーティスト）
- ヴィレッジ（2023年,フォーリーアーティスト）
- 青春18×2 君へと続く道（2024年,フォーリーエディター/フォーリーアーティスト）
- 帰ってきた あぶない刑事（2024年,フォーリーエディター/フォーリーアーティスト）
- おいハンサム!!（2024年,サウンドエディター）
- もしも徳川家康が総理大臣になったら（2024年,サウンドエディター/フォーリーアーティスト）
- 箱男（2024年,フォーリーアーティスト）
- はたらく細胞（2024年,サウンドエディター/フォーリーアーティスト）